# Oraàs
Oraàs [ɔʁas] est une commune française située dans le département des Pyrénées-Atlantiques, en région Nouvelle-Aquitaine.

## Géographie

### Localisation
La commune d'Oraàs se trouve dans le département des Pyrénées-Atlantiques, en région Nouvelle-Aquitaine.
Elle se situe à 74 km par la route de Pau, préfecture du département, à 46 km d'Oloron-Sainte-Marie, sous-préfecture, et à 26 km d'Orthez, bureau centralisateur du canton d'Orthez et Terres des Gaves et du Sel dont dépend la commune depuis 2015 pour les élections départementales.
La commune fait en outre partie du bassin de vie de Sauveterre-de-Béarn.
Les communes les plus proches sont : 
Escos (1,3 km), Castagnède (1,9 km), Abitain (2,0 km), Athos-Aspis (2,9 km), Labastide-Villefranche (3,2 km), Auterrive (3,3 km), Carresse-Cassaber (4,5 km), Saint-Dos (4,9 km).
Sur le plan historique et culturel, Oraàs fait partie de la province du Béarn, qui fut également un État et qui présente une unité historique et culturelle à laquelle s’oppose une diversité frappante de paysages au relief tourmenté.

### Communes limitrophes
Les communes limitrophes sont  Abitain, Athos-Aspis, Castagnède, Escos, Salies-de-Béarn et Sauveterre-de-Béarn.
|         | Castagnède  | Salies-de-Béarn     |
| Escos   | Oraàs       | Sauveterre-de-Béarn |
| Abitain | Athos-Aspis |                     |

### Hydrographie

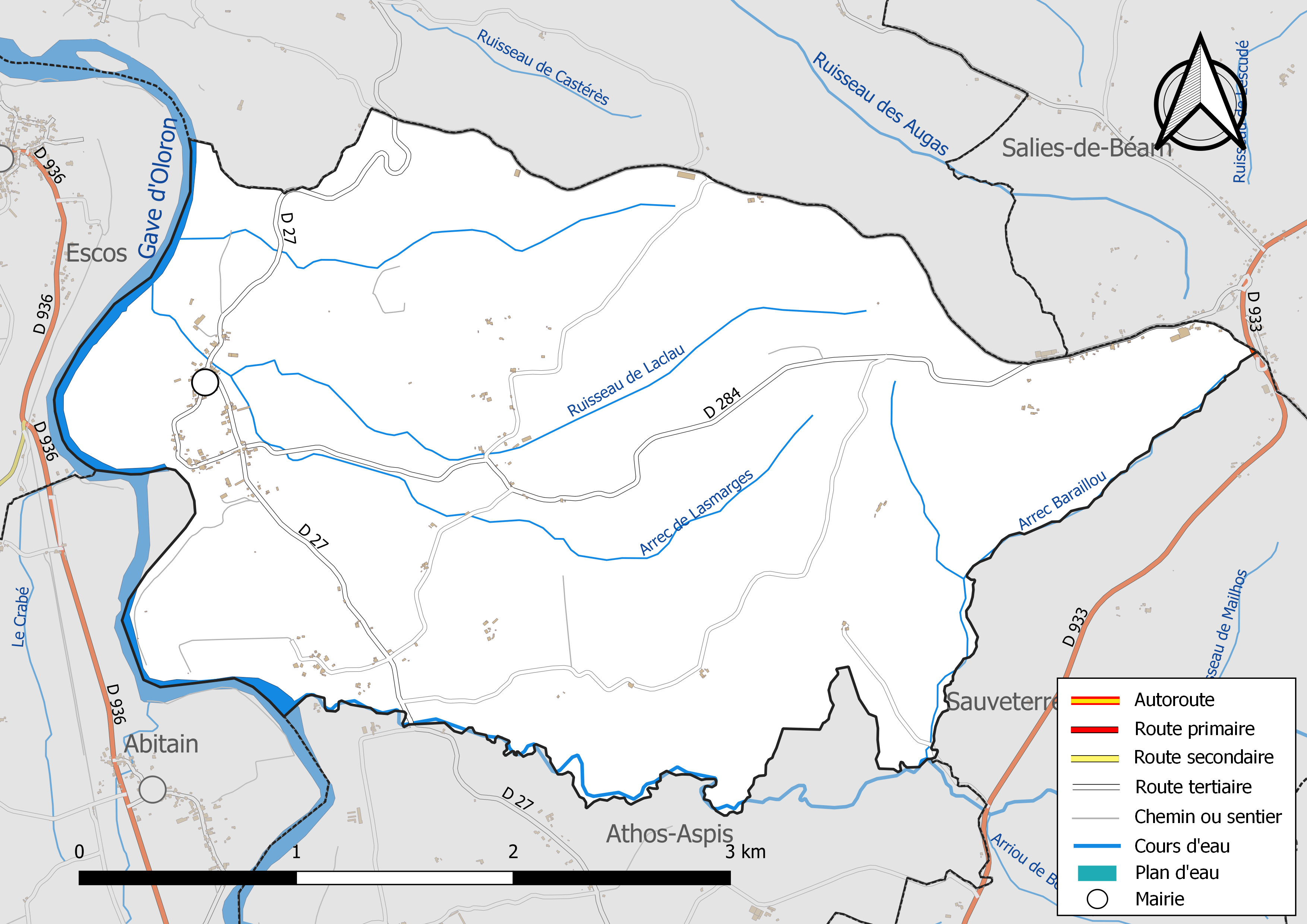
Réseaux hydrographique et routier d'Oraàs.

La commune est drainée par le gave d'Oloron, l’arrec Héuré, l’arrec Baraillou, l’arrec de Lasmarges, le ruisseau de Laclau, et par divers petits cours d'eau, constituant un réseau hydrographique de 16 km de longueur totale,.
Le gave d'Oloron, d'une longueur totale de 148,8 km, prend sa source dans la commune de Laruns et s'écoule vers le nord-ouest. Il traverse la commune et se jette dans le gave de Pau à Sorde-l'Abbaye, après avoir traversé 64 communes.

### Climat
Pour des articles plus généraux, voir Climat de la Nouvelle-Aquitaine et Climat des Pyrénées-Atlantiques.
Historiquement, la commune est exposée à un micro climat océanique basque.  
En 2020, Météo-France publie une typologie des climats de la France métropolitaine dans laquelle la commune est exposée à un climat de montagne et est dans la région climatique Pyrénées atlantiques, caractérisée par une pluviométrie élevée (>1 200 mm/an) en toutes saisons, des hivers très doux (7,5 °C en plaine) et des vents faibles.
Pour la période 1971-2000, la température annuelle moyenne est de 13,9 °C, avec une amplitude thermique annuelle de 13,9 °C. Le cumul annuel moyen de précipitations est de 1 314 mm, avec 12,7 jours de précipitations en janvier et 8,1 jours en juillet. Pour la période 1991-2020, la température moyenne annuelle observée sur la station météorologique la plus proche, située sur la commune de Saint-Gladie-Arrive-Munein à 8 km à vol d'oiseau, est de 14,3 °C et le cumul annuel moyen de précipitations est de 1 323,1 mm,. Pour l'avenir, les paramètres climatiques de la commune estimés pour 2050 selon différents scénarios d’émission de gaz à effet de serre sont consultables sur un site dédié publié par Météo-France en novembre 2022.

### Milieux naturels et biodiversité

#### Réseau Natura 2000
Le réseau Natura 2000 est un réseau écologique européen de sites naturels d'intérêt écologique élaboré à partir des Directives « Habitats » et « Oiseaux », constitué de zones spéciales de conservation (ZSC) et de zones de protection spéciale (ZPS).
Un site Natura 2000 a été défini sur la commune au titre de la « directive Habitats » : « le gave d'Oloron (cours d'eau) et marais de Labastide-Villefranche », d'une superficie de 2 547 ha, une rivière à saumon et écrevisse à pattes blanches,.

#### Zones naturelles d'intérêt écologique, faunistique et floristique
L’inventaire des zones naturelles d'intérêt écologique, faunistique et floristique (ZNIEFF) a pour objectif de réaliser une couverture des zones les plus intéressantes sur le plan écologique, essentiellement dans la perspective d’améliorer la connaissance du patrimoine naturel national et de fournir aux différents décideurs un outil d’aide à la prise en compte de l’environnement dans l’aménagement du territoire.
Une ZNIEFF de type 2 est recensée sur la commune, : 
le « réseau hydrographique du gave d'Oloron et de ses affluents » (6 885,32 ha), couvrant 114 communes dont 2 dans les Landes et 112 dans les Pyrénées-Atlantiques.

## Urbanisme

### Typologie
Au 1er janvier 2024, Oraàs est catégorisée commune rurale à habitat dispersé, selon la nouvelle grille communale de densité à sept niveaux définie par l'Insee en 2022.
Elle est située hors unité urbaine. Par ailleurs la commune fait partie de l'aire d'attraction de Salies-de-Béarn, dont elle est une commune de la couronne,. Cette aire, qui regroupe 6 communes, est catégorisée dans les aires de moins de 50 000 habitants,.

### Occupation des sols

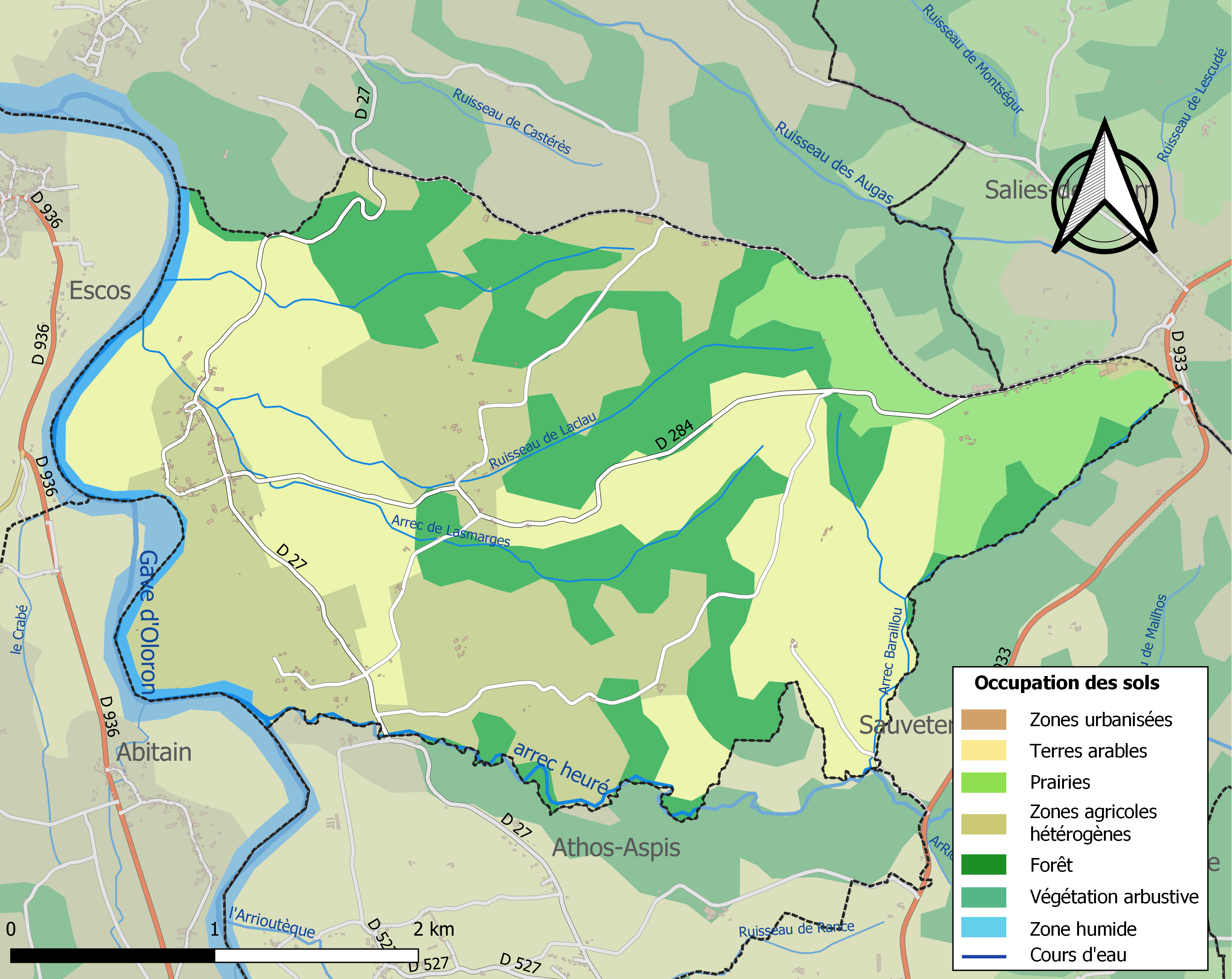
Carte des infrastructures et de l'occupation des sols de la commune en 2018 (CLC).

L'occupation des sols de la commune, telle qu'elle ressort de la base de données européenne d’occupation biophysique des sols Corine Land Cover (CLC), est marquée par l'importance des territoires agricoles (73,4 % en 2018), une proportion identique à celle de 1990 (73,4 %). La répartition détaillée en 2018 est la suivante : 
zones agricoles hétérogènes (33,1 %), terres arables (32,3 %), forêts (24,6 %), prairies (8 %), eaux continentales (2 %). L'évolution de l’occupation des sols de la commune et de ses infrastructures peut être observée sur les différentes représentations cartographiques du territoire : la carte de Cassini (XVIIIe siècle), la carte d'état-major (1820-1866) et les cartes ou photos aériennes de l'IGN pour la période actuelle (1950 à aujourd'hui).

### Lieux-dits et hameaux
- la Plaine ;
- la Haut.

### Risques majeurs
Le territoire de la commune d'Oraàs est vulnérable à différents aléas naturels : météorologiques (tempête, orage, neige, grand froid, canicule ou sécheresse), inondations et séisme (sismicité modérée). Il est également exposé à un risque particulier : le risque de radon. Un site publié par le BRGM permet d'évaluer simplement et rapidement les risques d'un bien localisé soit par son adresse soit par le numéro de sa parcelle.

#### Risques naturels
Certaines parties du territoire communal sont susceptibles d’être affectées par le risque d’inondation par une crue à  débordement lent de cours d'eau, notamment le gave d'Oloron et l'Arrec Heuré. La commune a été reconnue en état de catastrophe naturelle au titre des dommages causés par les inondations et coulées de boue survenues en 1982, 1983, 2009, 2018 et 2021,.

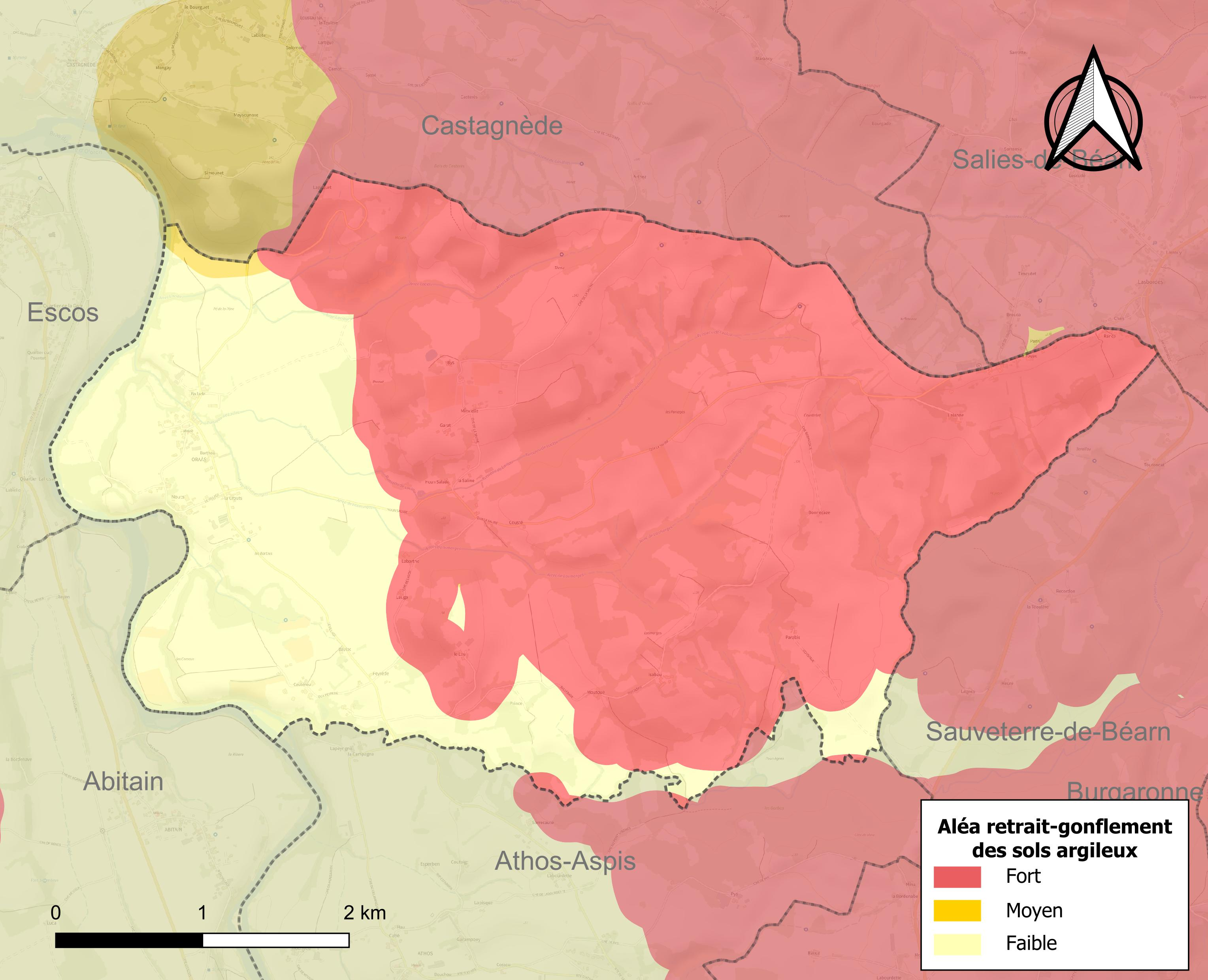
Carte des zones d'aléa retrait-gonflement des sols argileux d'Oraàs.

Le retrait-gonflement des sols argileux est susceptible d'engendrer des dommages importants aux bâtiments en cas d’alternance de périodes de sécheresse et de pluie. 69,1 % de la superficie communale est en aléa moyen ou fort (59 % au niveau départemental et 48,5 % au niveau national). Depuis le 1er octobre 2020, en application de la loi ELAN, différentes contraintes s'imposent aux vendeurs, maîtres d'ouvrages ou constructeurs de biens situés dans une zone classée en aléa moyen ou fort,.

#### Risque particulier
Dans plusieurs parties du territoire national, le radon, accumulé dans certains logements ou autres locaux, peut constituer une source significative d’exposition de la population aux rayonnements ionisants. Selon la classification de 2018, la commune d'Oraàs est classée en zone 2, à savoir zone à potentiel radon faible mais sur lesquelles des facteurs géologiques particuliers peuvent faciliter le transfert du radon vers les bâtiments.

## Toponymie

### Attestations anciennes
Le toponyme Oraàs apparaît sous les formes Oras (XIIIe siècle, fors de Béarn), Nostre-Done d'Oras (1442, notaires de Labastide-Villefranche), Horas et Horaas (respectivement 1538 et 1548, réformation de Béarn).
D'après A. Dauzat et C. Rostaing, le nom du lieu pourrait provenir du nom latin Aurus et du suffixe -anum renvoyant à l'idée de propriété.

### Graphie béarnaise
Son nom béarnais est Oràs ou Oraàs.

## Politique et administration
| Période                                  | Période  | Identité   | Étiquette | Qualité |
| ---------------------------------------- | -------- | ---------- | --------- | ------- |
| Les données manquantes sont à compléter. |          |            |           |         |
| 1995                                     | En cours | Guy Touzaa |           |         |

### Intercommunalité
La commune fait partie de quatre structures intercommunales :
- le centre intercommunal d’action sociale de Sauveterre-de-Béarn ;
- la Communauté de communes du Béarn des Gaves ;
- le syndicat d’énergie des Pyrénées-Atlantiques ;
- le syndicat intercommunal d’alimentation en eau potable du Saleys et des gaves.

## Population et société

### Démographie
L'évolution du nombre d'habitants est connue à travers les recensements de la population effectués dans la commune depuis 1793. Pour les communes de moins de 10 000 habitants, une enquête de recensement portant sur toute la population est réalisée tous les cinq ans, les populations de référence des années intermédiaires étant quant à elles estimées par interpolation ou extrapolation. Pour la commune, le premier recensement exhaustif entrant dans le cadre du nouveau dispositif a été réalisé en 2004.

En 2022, la commune comptait 187 habitants, en évolution de +8,09 % par rapport à 2016 (Pyrénées-Atlantiques : +3,78 %, France hors Mayotte : +2,11 %).
| 1793 | 1800 | 1806 | 1821 | 1831 | 1836 | 1841 | 1846 | 1851 |
| ---- | ---- | ---- | ---- | ---- | ---- | ---- | ---- | ---- |
| 423  | 455  | 422  | 454  | 488  | 523  | 530  | 548  | 565  |

| 1856 | 1861 | 1866 | 1872 | 1876 | 1881 | 1886 | 1891 | 1896 |
| ---- | ---- | ---- | ---- | ---- | ---- | ---- | ---- | ---- |
| 539  | 553  | 530  | 502  | 520  | 511  | 504  | 502  | 460  |

| 1901 | 1906 | 1911 | 1921 | 1926 | 1931 | 1936 | 1946 | 1954 |
| ---- | ---- | ---- | ---- | ---- | ---- | ---- | ---- | ---- |
| 430  | 416  | 420  | 376  | 355  | 326  | 289  | 235  | 235  |

| 1962 | 1968 | 1975 | 1982 | 1990 | 1999 | 2004 | 2006 | 2009 |
| ---- | ---- | ---- | ---- | ---- | ---- | ---- | ---- | ---- |
| 217  | 205  | 212  | 197  | 180  | 170  | 175  | 180  | 163  |

| 2014 | 2019 | 2022 | - | - | - | - | - | - |
| ---- | ---- | ---- | - | - | - | - | - | - |
| 175  | 182  | 187  | - | - | - | - | - | - |

## Économie
L'activité est principalement agricole. La commune fait partie de la zone d'appellation d'origine contrôlée (AOC) du Béarn et de celle de l'ossau-iraty.
Le sous-sol de la commune recèle un important gisement de sel gemme exploité dès le XIXe siècle.
Depuis la fermeture de la fontaine salée de la ville de Salies-de-Béarn, les thermes de la cité du sel utilisent l'eau puisée à Oraàs[réf. nécessaire].

## Culture locale et patrimoine

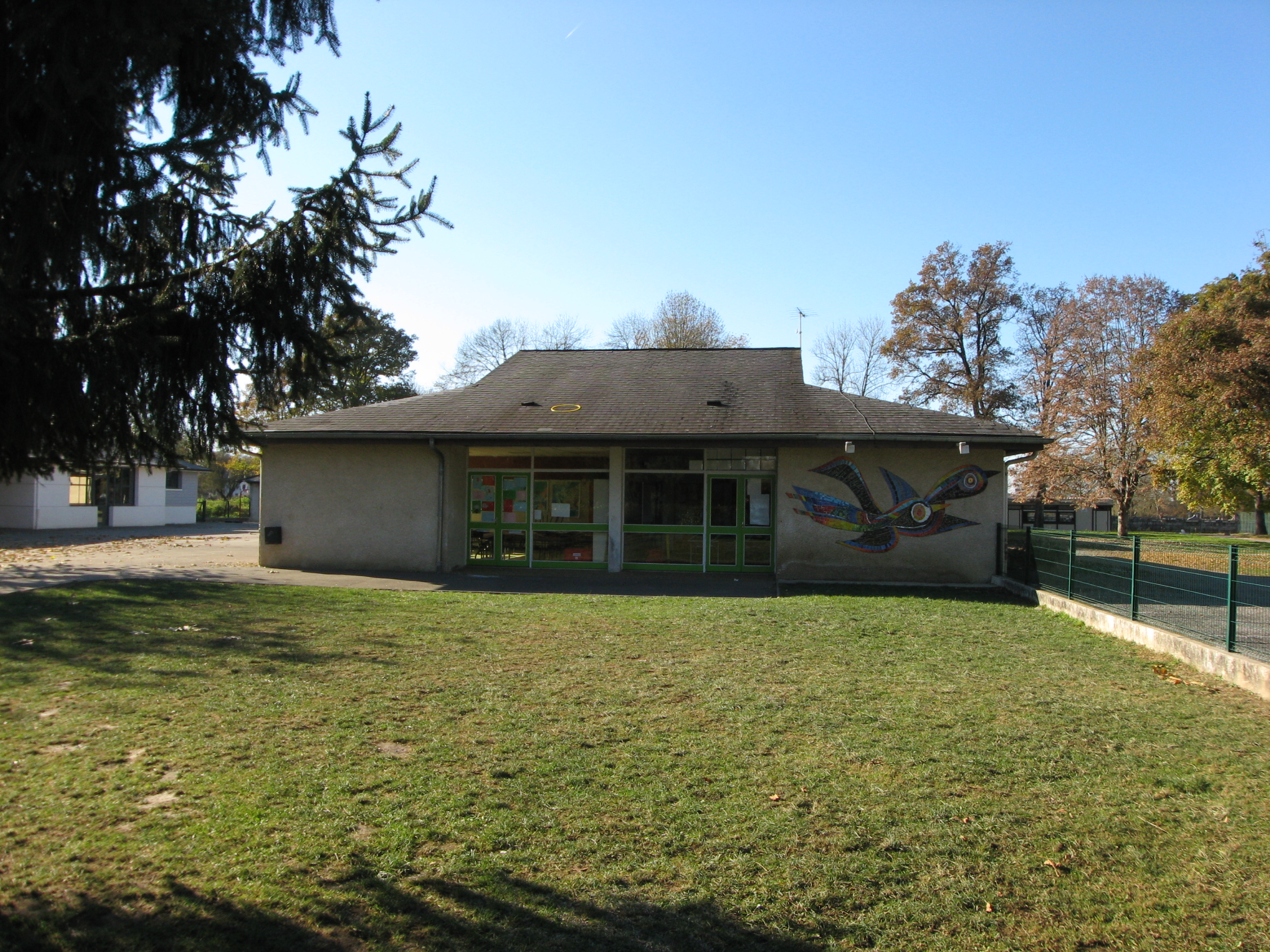
L'école.

### Patrimoine civil
Le « château » du Leu, véritable nid d'aigle, conserve les restes de son enceinte fortifiée et l'endroit du pont-levis. On y voit encore les armoiries sculptées de Pierre de Saint-Macary, baron du Leu. Le château fut amputé de son dernier étage à tourelles au XIXe siècle et ses fenêtres à meneaux furent bouchées.

### Patrimoine religieux
Oraàs – au ras deu gave – selon une plaisanterie béarnaise, ce nom est sans doute formé à partir du mot basque orre, genévrier. Le village abrite une église gothique en galets du gave qui montre encore une porte étroite dite aussi porte des cagots car une importante communauté de ces parias, les crestians, vécut au village. Le clocher porte deux anciennes cloches dont « Marie » datée de 1770 qui provient de l'ancienne église de Mur (Castagnède). Une lourde cloche moderne, datée de 1951, fut offerte par Cécile Sorel, comtesse de Ségur et sociétaire de la Comédie-Française. C'est elle qui dit : « L'ai-je bien descendu ? » au Casino de Paris en 1933.
Dans l'église gothique, se trouve à l'intérieur de l'église un chrisme du XIVe siècle, complètement inconnu et absent de l'inventaire fait en 1970. Noter aussi une pierre tombale martelée en 1793 qui est celle de Marie de Rache, d'Aspis, fraîchement convertie au catholicisme, une croix mystérieuse dans le chœur et un redoutable monstre en chêne qui sert de rampe d'accès à la tribune. Ce monstre à la gueule hideuse et aux dents apparentes se love de tout son long jusqu'à la tribune.
Le village possède aussi deux hameaux forts anciens : le Leu qui fut une baronnie et vendue pour une paire de bœufs à la fin de la guerre de Cent Ans. On y voit le blason de Pierre de Saint-Macary, seigneur du lieu et magistrat du Parlement de Pau, puis le hameau de By (ou Vin en Béarnais) qui avait une chapelle particulière.
Le village fut occupé en février 1813 par un régiment français. Ce dernier perdit de nombreux hommes contre Wellington. On a découvert le corps de quelques-uns de ces malheureux à la fin du XXe siècle.

## Personnalités liées à la commune
- Espain du Leu, seigneur d'Oraàs qui vendit sa seigneurie pour une paire de bœufs.[réf. nécessaire]
- Pierre de Saint-Macary, baron du Leu, remania le « château » du même nom. C'est le père de la marquise de Lons.[réf. nécessaire]
- Cécile Sorel (1873-1966) doit être regardée comme « le » personnage d'Oraàs. Elle y vint en villégiature de nombreuses années chez son ami Maurice Escande secrétaire perpétuel de la Comédie française.[réf. nécessaire]